# Liolaemus loboi
Liolaemus loboi — вид ігуаноподібних ящірок родини Liolaemidae. Ендемік Аргентини.

## Поширення і екологія
Liolaemus loboi відомі з типової місцевості, розташованої в районі озера Науель-Уапі, в Національному парку Науель-Уапі, в департаменті Лос-Лагос в провінції Неукен. Вони живуть в колючих чагарникових заростях, що ростуть на піщаних ґрунтах. Зустрічаються на висоті від 800 до 900 м над рівнем моря. Живляться комахами, відкладають яйця.

## Збереження
МСОП класифікує цей вид як такий, що перебуває під загрозою зникнення. Liolaemus loboi загрожує знищення природного середовища.